# ミュートピアプロジェクト
ミュートピアプロジェクト(Mutopia Project)とはパブリックドメインの書籍を公開しているプロジェクト・グーテンベルクと同様にボランティアで進められているフリーコンテントの楽譜を公開するプロジェクトである。
著作権の切れた楽曲の楽譜を現存する古い楽譜のもとに再作成しており、新しい楽譜はGNU LilyPondで作成され、PDF、PostScript、MIDI、LilyPondフォーマットの各形式で公開されている。
現在、1600曲以上が公開されており、その半数以上がピアノ曲である。また歌付き楽曲や他楽器のための曲も公開されている。ミュートピアプロジェクトのホームページでは新たに公開された曲のリンクが追加されている。